# Dmitrij Iwanow
Dmitrij Iwanowicz Iwanow, ros. Дмитрий Иванович Иванов (ur. 8 listopada 1921 r. we wsi Butczino w ZSRR, zm. 21 czerwca 1957 r. w Moskwie) – dowódca kompanii, a następnie batalionu policji pomocniczej, naczelnik policji pomocniczej w Ludinowie, zastępca burmistrza Ludinowa podczas II wojny światowej.
W 1940 r. ukończył szkołę średnią w Ludinowie. W 1941 r. przeszedł kurs instytutu leśnego w Briańsku, zostając leśniczym. Po ataku wojsk niemieckich na ZSRR 22 czerwca tego roku, został zmobilizowany do oddziału robotniczego. Po klęsce wojsk sowieckich w rejonie Briańska powrócił w listopadzie do domu. W styczniu 1942 r. został schwytany przez partyzantów, którzy próbowali go rozstrzelać. Został jednak ciężko ranny i udając martwego, poczekał na odejście partyzantów. Po wyleczeniu został starszym śledczym i tłumaczem w niemieckiej komendanturze Briańska. Od 5 stycznia 1943 r. był dowódcą kompanii, a następnie batalionu policji pomocniczej w Ludinowie. Potem objął funkcję naczelnika policji pomocniczej w Ludinowie. Krótko sprawował funkcję zastępcy burmistrza miasta. W 1943 r. wraz z Niemcami ewakuował się do Mińska, gdzie został kierownikiem gospodarczym jednego z miejscowych zakładów przemysłowych. W 1944 r. ewakuował się do Kalisza, zostając leśnikiem. Na początku 1945 r. znalazł się w Niemczech w mieście Tornau. Po jego zajęciu przez Armię Czerwoną zgłosił się do komendantury, podając fałszywe nazwisko Nikołaj P. Smirnow. Został zmobilizowany jako szeregowiec do 716 samodzielnego batalionu saperów. W maju 1946 r. zdezerterował z niego, zamieszkując w Owruczu pod kolejnym fikcyjnym nazwiskiem Aleksandr I. Pietrow. Następnie przeniósł się do Tbilisi. W lipcu 1948 r. aresztowano go. W 1949 r. został skazany na karę 15 lat łagrów. W lutym 1953 r. wyszedł na wolność na mocy amnestii. Po ukończeniu kursu szoferskiego pracował jako kierowca we wsi Ust-Nera. W 1956 r. ponownie go aresztowano. Zmarł 21 czerwca w moskiewskim więzieniu na Butyrkach.